# Айзеншнайдер, Эльвира
Эльвира Айзеншнайдер (нем. Elvira Eisenschneider; 22 апреля 1924 — 6 апреля 1944) — разведчица Красной армии, участник движения Сопротивления в Германии.

## Биография
Родилась в 1924 году в семье Пауля Айзеншнайдера, участника Ноябрьской революции 1918 года, члена Коммунистической партии Германии и секретаря окружного комитета КПГ города Фишбах.
Вскоре после прихода к власти нацистов, 7 марта 1933 года, во время обыска, проводимого штурмовиками СА и членами организации «Стальной шлем», мать Эльвиры, отказавшись выдать местонахождение мужа, на глазах 10-летней дочери подверглась жестокому обращению, в результате стала калекой.
Семья бежала в СССР, где отец учился в Международной ленинской школе в Москве (в 1936 году отец вернулся в Германию, вскоре был арестован и приговорён к пожизненному заключению, убит 19 апреля 1944 года в концлагере Маутхаузен), мать находилась под присмотром врачей (умерла в 1977 году в Берлине).
Эльвира же была отправлена в Первый Интернациональный детский дом ЦК МОПР в городе Иваново. Вступила в комсомол, окончила 10-й класс и, интересуясь литературой, готовилась поступать в Литературный институт в Москве или на филфак МГУ.
С началом Великой Отечественной войны прошла обучение на медсестру, осенью 1941 года была санинструктором эшелона эвакуированных в Челябинск. Преподавала немецкий язык советским офицерам.
В 1942 году в день своего 18-летия вступила добровольцем в Красную армию. До весны 1943 года проходила обучение в разведшколе под Москвой, несколько раз во время обучения была на заданиях за линей фронта у партизан.
Летом 1943 года совершила разведвыход, будучи заброшенной непосредственно в Германии. В Пфальце вошла в подпольную группу, полгода успешно работала, что подтверждается её радиограммами. Весной 1944 года контакт с ней был потерян.
Дальнейшая судьба неизвестна. По некоторым данным, 23 февраля 1944 года арестована в Рурской области, заключена в концлагерь Заксенхаузен, 6 апреля 1944 года расстреляна.

## Память

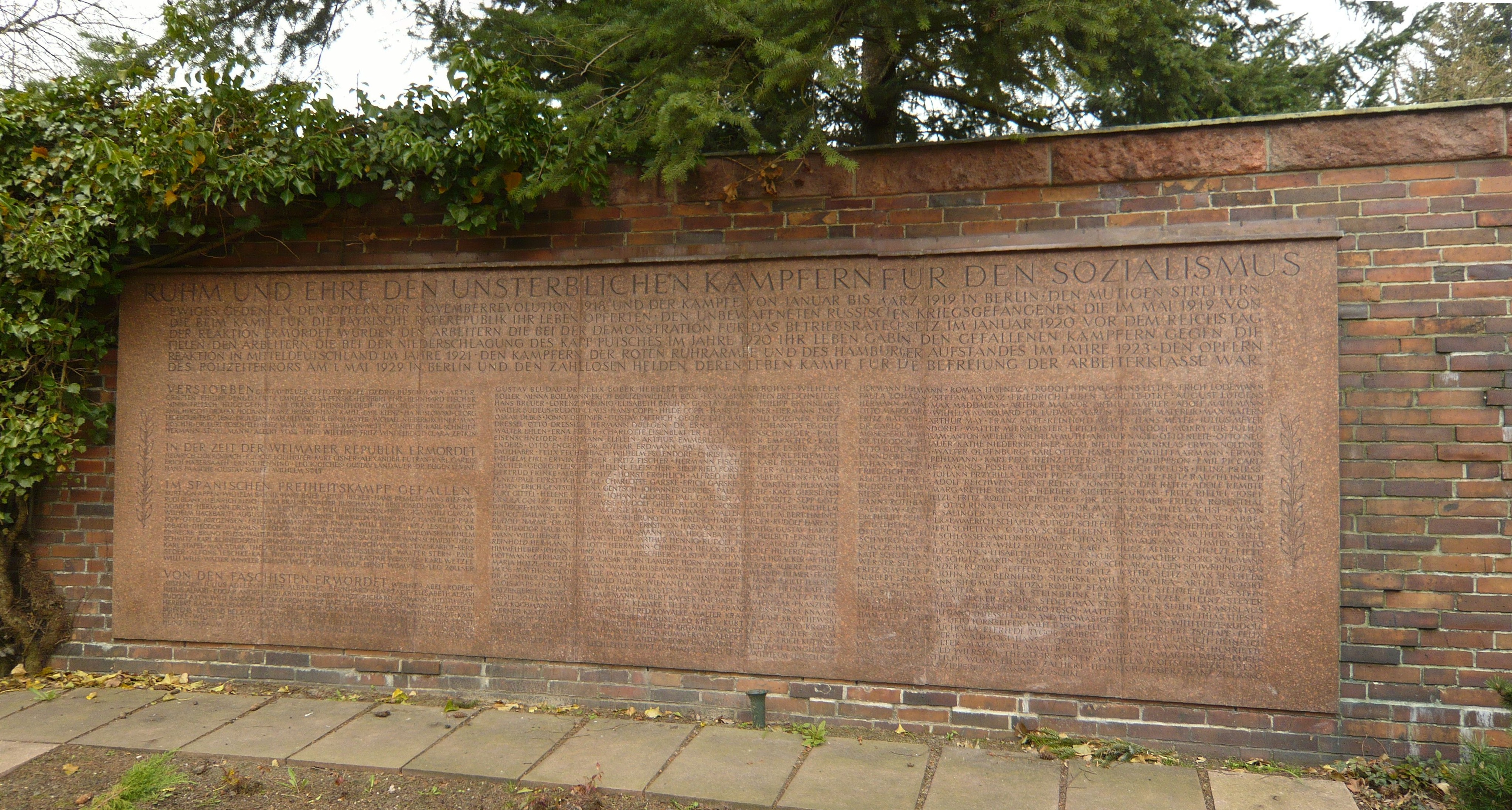
Стена Мемориала социалистов. Имя Эльвиры Айзеншнайдер во второй колонке слева, седьмая строка

Имя Эльвиры увековечено на стене Мемориала социалистов на Центральном кладбище Фридрихсфельде в Берлине рядом с именем её отца.
В 1961 году в ГДР была выпущена почтовая марка в честь Эльвиры Айзеншнайдер (Михель  № 810).
В 1966 году её именем было названо рыболовецкое судно.